# Joe Dumars
Joe Dumars III (Shreveport, Luisiana, 24 de mayo de 1963) es un exjugador de baloncesto estadounidense que disputó catorce temporadas en la NBA. Con 1,91 metros de estatura, jugaba en la posición de escolta. Fue dos veces campeón de la NBA con Detroit Pistons y en 1994 fue seleccionado por su país para el Campeonato mundial de baloncesto de 1994, en el cual consiguió la medalla de oro.

## Trayectoria deportiva

### Universidad
Su trayectoria colegial transcurrió en la poco conocida Universidad de McNeese State, entre 1981 y 1985. En ese periodo acumuló unas estadísticas de 22,5 puntos y 4,2 rebotes.

### NBA
Fue elegido en el Draft de la NBA de 1985 por los Detroit Pistons, en la decimoctava posición de la primera ronda. Toda su carrera profesional transcurrió en la ciudad de Míchigan. Con su escasa estatura (1,90 m), se convirtió en uno de los mejores escoltas anotadores de su época. Destacó también por su extraordinaria faceta defensiva, siendo elegido en 4 ocasiones en el mejor quinteto de la liga en ese aspecto del juego. Perteneció, junto a otros ilustres compañeros como Isiah Thomas o Bill Laimbeer, a los denominados Bad Boys (chicos malos), denominación que se atribuyó a los componentes de los Pistons por su brusca manera de interpretar el juego.
Ganó dos anillos de campeón de la NBA, en los años 1989 y 1990, arrasando a los Lakers en el primero (donde fue nombrado MVP de las finales) y haciendo lo propio con los Portland Trail Blazers en el segundo.

## Estadísticas de su carrera en la NBA
|  | Denota temporadas en las que ganó un Campeonato de la NBA |

### Temporada regular
| Año      | Equipo   | PJ    | PT  | MPP  | %TC  | %3P  | %TL  | RPP | APP | ROB | TPP | PPP  |
| -------- | -------- | ----- | --- | ---- | ---- | ---- | ---- | --- | --- | --- | --- | ---- |
| 1985-86  | Detroit  | 82    | 45  | 23.9 | .481 | .313 | .798 | 1.5 | 4.8 | .8  | .1  | 9.4  |
| 1986-87  | Detroit  | 79    | 75  | 30.9 | .493 | .409 | .748 | 2.1 | 4.5 | 1.1 | .1  | 11.8 |
| 1987-88  | Detroit  | 82    | 82  | 33.3 | .472 | .211 | .815 | 2.4 | 4.7 | 1.1 | .2  | 14.2 |
| 1988-89  | Detroit  | 69    | 67  | 34.9 | .505 | .483 | .850 | 2.5 | 5.7 | .9  | .1  | 17.2 |
| 1989-90  | Detroit  | 75    | 71  | 34.4 | .480 | .400 | .900 | 2.8 | 4.9 | .8  | .0  | 17.8 |
| 1990-91  | Detroit  | 80    | 80  | 38.1 | .481 | .311 | .890 | 2.3 | 5.5 | 1.1 | .1  | 20.4 |
| 1991-92  | Detroit  | 82    | 82  | 38.9 | .448 | .408 | .867 | 2.3 | 4.6 | .9  | .1  | 19.9 |
| 1992-93  | Detroit  | 77    | 77  | 40.2 | .466 | .375 | .864 | 1.9 | 4.0 | 1.0 | .1  | 23.5 |
| 1993-94  | Detroit  | 69    | 69  | 37.6 | .452 | .388 | .836 | 2.2 | 3.8 | .9  | .1  | 20.4 |
| 1994-95  | Detroit  | 67    | 67  | 38.0 | .430 | .305 | .805 | 2.4 | 5.5 | 1.1 | .1  | 18.1 |
| 1995-96  | Detroit  | 67    | 40  | 32.7 | .426 | .406 | .822 | 2.1 | 4.0 | .6  | .0  | 11.8 |
| 1996-97  | Detroit  | 79    | 79  | 37.0 | .440 | .432 | .867 | 2.4 | 4.0 | .7  | .0  | 14.7 |
| 1997-98  | Detroit  | 72    | 72  | 32.3 | .416 | .371 | .825 | 1.4 | 3.5 | .6  | .0  | 13.1 |
| 1998-99  | Detroit  | 38    | 38  | 29.4 | .411 | .403 | .836 | 1.8 | 3.5 | .6  | .1  | 11.3 |
| Total    | Total    | 1,018 | 944 | 34.5 | .460 | .382 | .843 | 2.2 | 4.5 | .9  | .1  | 16.1 |
| All-Star | All-Star | 6     | 1   | 16.3 | .400 | .333 | .500 | 1.2 | 3.4 | .2  | .0  | 5.7  |

### Playoffs
| Año   | Equipo  | PJ  | PT  | MPP  | %TC  | %3P  | %TL   | RPP | APP | ROB | TPP | PPP  |
| ----- | ------- | --- | --- | ---- | ---- | ---- | ----- | --- | --- | --- | --- | ---- |
| 1986  | Detroit | 4   | 4   | 36.8 | .610 |      | .667  | 3.3 | 6.3 | 1.0 | .0  | 15.0 |
| 1987  | Detroit | 15  | 15  | 31.5 | .538 | .667 | .780  | 1.3 | 4.8 | .8  | .1  | 12.7 |
| 1988  | Detroit | 23  | 23  | 35.0 | .457 | .333 | .889  | 2.2 | 4.9 | .6  | .1  | 12.3 |
| 1989  | Detroit | 17  | 17  | 36.5 | .455 | .083 | .861  | 2.6 | 5.6 | .7  | .1  | 17.6 |
| 1990  | Detroit | 20  | 20  | 37.7 | .458 | .263 | .876  | 2.2 | 4.8 | 1.1 | .0  | 18.2 |
| 1991  | Detroit | 15  | 15  | 39.2 | .429 | .405 | .845  | 3.3 | 4.1 | 1.1 | .1  | 20.6 |
| 1992  | Detroit | 5   | 5   | 44.2 | .471 | .500 | .789  | 1.6 | 3.2 | 1.0 | .2  | 16.8 |
| 1996  | Detroit | 3   | 3   | 41.0 | .457 | .357 | 1.000 | 4.3 | 3.7 | .0  | .0  | 13.7 |
| 1997  | Detroit | 5   | 5   | 42.8 | .361 | .261 | .950  | 1.8 | 2.0 | 1.0 | .0  | 13.8 |
| 1999  | Detroit | 5   | 5   | 30.6 | .487 | .526 | 1.000 | 1.4 | 2.6 | .4  | .0  | 10.2 |
| Total | Total   | 112 | 112 | 36.6 | .462 | .358 | .855  | 2.3 | 4.6 | .8  | .1  | 15.6 |

## Carrera ejecutiva
Dumars fue nombrado presidente de operaciones de los Pistons al inicio de la temporada 2000–01. En la 2002-03 fue nombrado Ejecutivo del Año de la NBA y al año siguiente los Pistons ganaron el campeonato. Siendo el primer ejecutivo afroamericano en conseguir un título.
[actualizar]
El 14 de abril de 2025 fue nombrado vicepresidente ejecutivo de operaciones de baloncestísticas de los New Orleans Pelicans.

## Logros y reconocimientos
- 6 veces All Star.
- Elegido en el mejor quinteto de rookies en 1986.
- 4 veces elegido en el mejor quinteto defensivo de la NBA.
- Miembro del Basketball Hall of Fame desde 2006.
- Es el jugador que más puntos ha anotado en un partido sin encestar una canasta de 2 p. (40 p. 10 triples y 10 tiros libres, 8 de noviembre de 1994 ante Minnesota Timberwolves).[5]